# S/2005 (1862) 1
S/2005 (1862) 1 é o satélite natural do asteroide 1862 Apolo, pertencente ao grupo de asteroides Apolo. 
Esta pequena lua foi descoberta em 4 de novembro de 2005 com a ajuda de um radar. S/2005 (1862) 1 tem apenas 80 metros de diâmetro.